# خورشیدگرفتگی ۲۵ دسامبر ۲۰۰۰
خورشیدگرفتگی ۲۵ دسامبر ۲۰۰۰ (به انگلیسی: Solar eclipse of December 25, 2000) یک خورشیدگرفتگی از نوع خورشیدگرفتگی جزئی است. این خورشیدگرفتگی در تاریخ ۲۵ دسامبر ۲۰۰۰ میلادی (‎۵ دی ۱۳۷۹ خورشیدی) روی داد که زمان اوج آن، ساعت ۱۷:۳۵:۵۷ به‌وقت ساعت هماهنگ جهانی بوده‌است.